# 小行星6029
小行星6029（英語：6029 Edithrand）是一颗围绕太阳公转的小行星。1948年1月14日，E. Wirtanen在汉密尔顿山发现了此天体。
这颗小行星的绝对星等为43.14227906352356等。